# Madonna com Menino e Dois Anjos
A Madona com Menino Jesus e Anjos, chamada também de Lippina, é uma obra de têmpera sobre madeira (92x63,5 cm) de Filippo Lippi, datada de cerca de 1465 e preservada na Uffizi em Florença. No verso, há um esboço de um busto feminino. É provavelmente a pintura mais famosa de Fra Filippo Lippi, muito admirada e um ponto de referência para todas as sucessivas Madonas com a criança, especialmente as de Sandro Botticelli. A pintura também é importante porque é considerada uma das raras obras inteiramente do mestre, sem a intervenção de aprendizes.

## História
As circunstâncias da encomenda da obra e a data do trabalho são desconhecidas, devido à falta de documentos contemporâneos. Tradicionalmente a virgem retratada é identificada como Lucrezia Buti o que sugeriria um trabalho do período na cidade de Prato (1452-1466), enquanto as dimensões incomuns sugeriam tratar-se de uma celebração para uma ocasião privada e pessoal do artista, como o nascimento de seu filho Filippino Lippi (1457), já que a tradição diz que o mesmo teria sido retratado no menino Jesus ou, mais provavelmente, no anjo que vira para o primeiro plano, movendo a possível data para cerca de 1465, de acordo com o análise estilística.
Uma inscrição do século XVIII no verso da tábua testemunha a presença da pintura, naquela época, na vila de Poggio Imperiale, de propriedade dos Medici. Em 13 de maio de 1796, foi registrado como uma obra constante na Galeria Granducali, o núcleo original da Galeria Uffizi.

## Descrição e Estilo
A composição de Lippina e o uso da cor são extremamente inovadores e à frente de seu tempo. O grupo é colocado, de uma forma completamente original, em frente a uma janela aberta que mostra uma vista aérea, dilatada até à linha do horizonte, inspirada na pintura flamenga.
Em primeiro plano está a Madonna, cujas feições esconderiam um retrato da freira e amante de Filippo, Lucrezia Buti. O rosto é melancólico e coloca-se na posição de adoração da criança, como que para afastar, com a oração, o destino da Paixão. Está sentada em uma cadeira e colocada a três quartos, enquanto a cabeça está de perfil. O penteado elaborado, com véus e pérolas realistas, é um detalhe de extremo virtuosismo, que foi retomado durante a segunda metade do século XV florentino: por exemplo, uma forma idêntica pode ser encontrada no Retrato de uma menina no Museu Bargello, de Andrea della Robbia, ligeiramente posterior à obra de Filippo Lippi (por volta de 1470). O vestido, com dobras cadenciadas e elegantes e peças de luz que restauram a textura do veludo azul, é extremamente elegante e instintivamente mantém o espectador em uma visão mais detalhada da figura sagrada. As pérolas, que aparecem no decote do vestido, no penteado e no travesseiro, eram um símbolo de pureza para as jovens noivas, tiradas do Cântico dos Cânticos.
A novidade é o corte no joelho, bem como o arranjo do Menino Jesus, que é apoiado, em vez de pela Madona, por dois anjos: um está virado para a frente e sorrindo primeiro plano e o outro meio escondido atrás. A atitude lúdica do anjinho equilibra a ponderada gravidade da Virgem, com um resultado surpreendentemente equilibrado.
O espaço, mesmo para as figuras em primeiro plano, é ilusionisticamente expandido, como sugerido pelo arranjo em profundidade dos anjos e algumas linhas de perspectiva forçada, como a asa do anjo em primeiro plano, que se projeta para fora da pintura, além da quadro. Mesmo os joelhos levemente rotacionados da Virgem ajudam a enfatizar esse efeito.
Os modelos sobre os quais o pintor se inspirou são essencialmente esculturais: Agostino di Duccio e Desiderio da Settignano (Grassi, 1957), Luca Della Robbia (Del Bravo, 1973), Donatello (Ruda, 1993) e Michelozzo (tumba de Aragazzi em Montepulciano).
O uso inovador da cor é extraordinário: em vez das cores tradicionais, o pintor utilizou uma iluminação clara e nítida, com um efeito de unidade atmosférica que somente Leonardo Da Vinci, décadas depois, pôde retomar. O efeito naturalista do conjunto surpreendeu os contemporâneos, que tentaram replicar os efeitos sem ter sucesso. Há algumas cópias de Andrea del Verrocchio e do jovem Sandro Botticelli (um no Museu Spedale degli Innocenti em Florença), que não alcançam um efeito igualmente vívido. O próprio Lippi fez uma cópia da obra ao redor de 1465, agora preservada na Alte Pinakothek em Munique (nº 647).

## Desenho preparatório

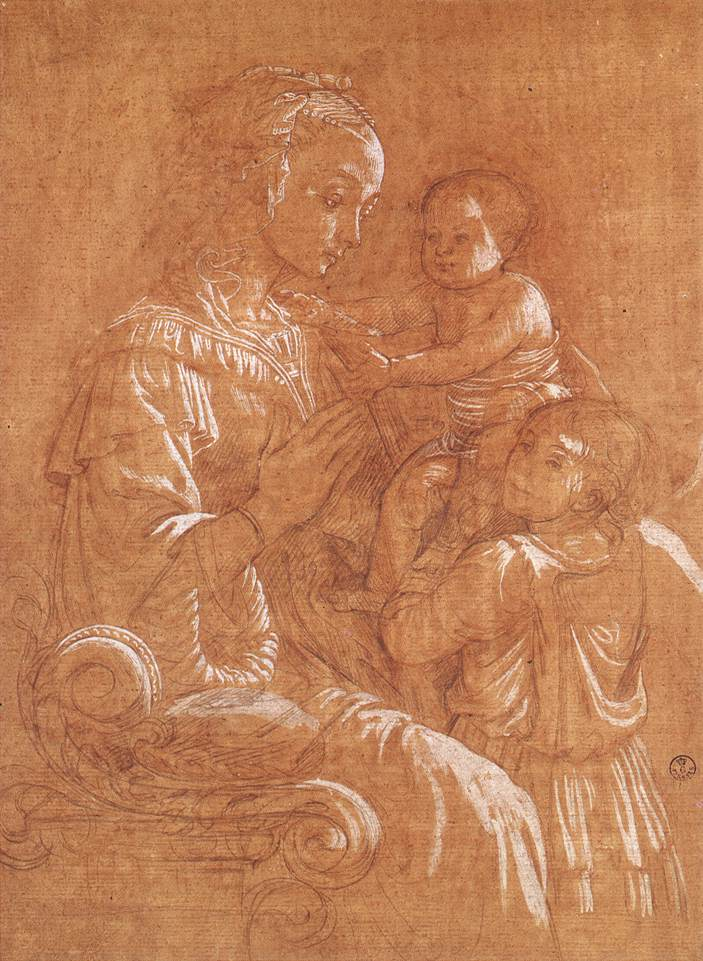
Desenho preparatório para Madonna com Menino Jesus e Anjos, de Filippo Lippi - Galleria degli Uffizi, Gabinetto degli Disegni e Stampe

O Gabinete de Desenhos e Impressos Uffizi possui um valioso desenho preparatório do trabalho. O desenho vem da coleção do Cardeal Leopoldo de 'Medici e é atribuído a Lippi já em manuscrito de 1687 (Arquivos de Estado de Florença, Guarda. 779 ins. 9), na qual o secretário do Cardeal Lorenzo Gualtieri registra a entrega de um livro por desenhos para Giovanni Bianchi, guardião da Galeria Grão-Ducal: tendo então chegado à Galleria degli Uffizi muito antes da pintura.
O desenho não tem a janela e a posição das pernas da Virgem é mais desajeitada; Além disso, o braço tem um pergaminho que gira no trabalho final. Alguns questionaram a pintura do autógrafo como uma cópia de Fra 'Diamante para o repertório de oficinas (Berenson, 1903, Jeffrey Ruda), mas são hipóteses minoritárias. Uma das últimas confirmações para Lippi como um estudo para a pintura remonta a A. Petrioli Tofani (1992).
Ver também
- Nossa Senhora na arte